# 国王礼拜堂
国王礼拜堂（King's Chapel）是美国波士顿的一座基督教一位论派（Unitarian）教堂，位于特莱蒙街（Tremont Street）和学校街（School Street）路口。 

## 历史
国王礼拜堂是由皇家总督埃德蒙安德罗斯爵士创立于1686年，是新英格兰第一座圣公会教堂。最初的国王礼拜堂是一座木质教堂，兴建于1688年，位于 Tremont 和学校街路口，即今天教堂所在的地点。它座落在一块公共墓地上，因为没有人愿意将土地卖给非清教徒的教堂。

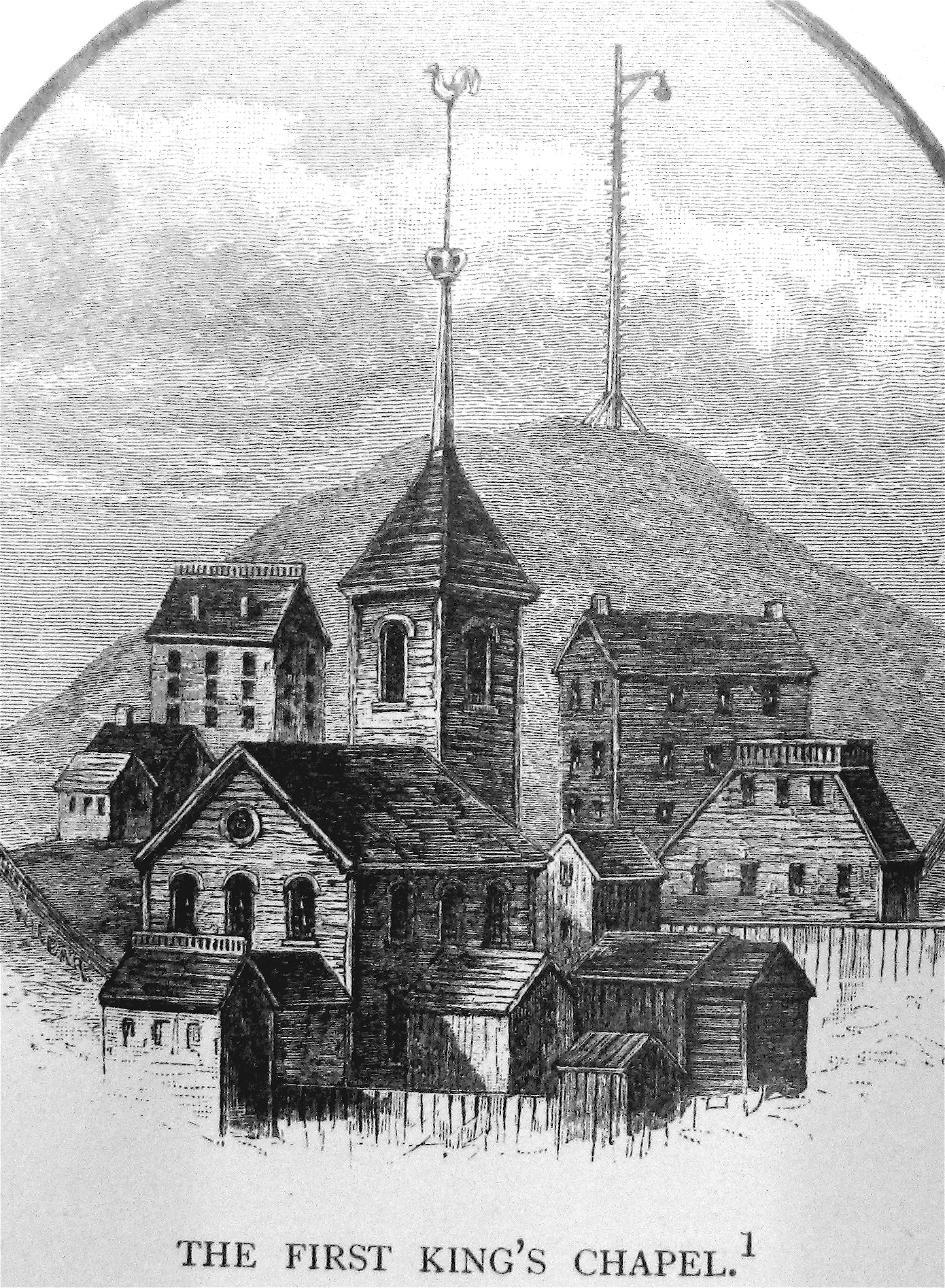
1688年的国王礼拜堂

1749年，开始兴建目前的石砌建筑，设计者是彼得·哈里森，1754年建成。石砌教堂建造在木质教堂的周围，当石砌教堂建成后，才拆除木质教堂，然后从新教堂的窗口运出去。这些木头 运往新斯科舍的卢嫩堡，用于在那里兴建圣公会圣约翰教堂。那座教堂在2001年万圣节之夜被大火烧毁，后来重建。
美国革命期间，这座礼拜堂改称石头礼拜堂。保皇派离开波士顿前往加拿大，那些留下的人在1782年重开教堂。1785年，詹姆斯·弗里曼按照一位论派教义修改了公祷书。虽然弗里曼认为国王礼拜堂仍属于圣公会，但是圣公会拒绝按立他。直到今天，这座教堂仍然遵循自己的圣公会/一位论派的混合礼仪。

## 墓地
国王礼拜堂的墓地埋葬着约翰·温斯罗普等许多历史人物，是自由之路上的一站.

## 图片

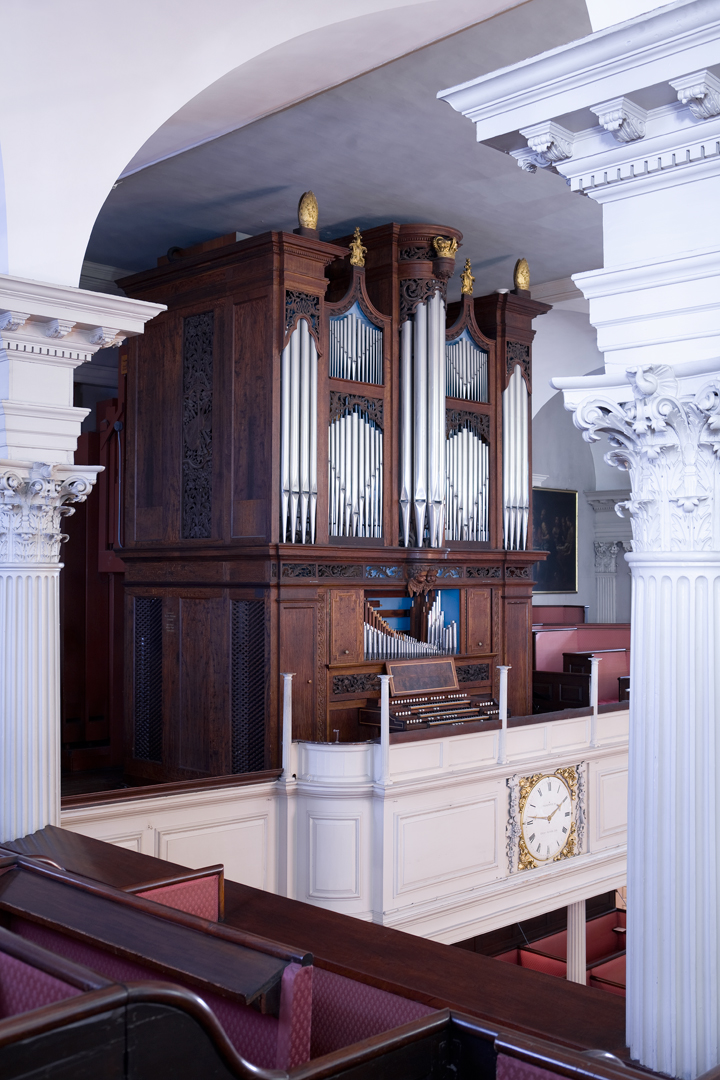
国王礼拜堂管风琴
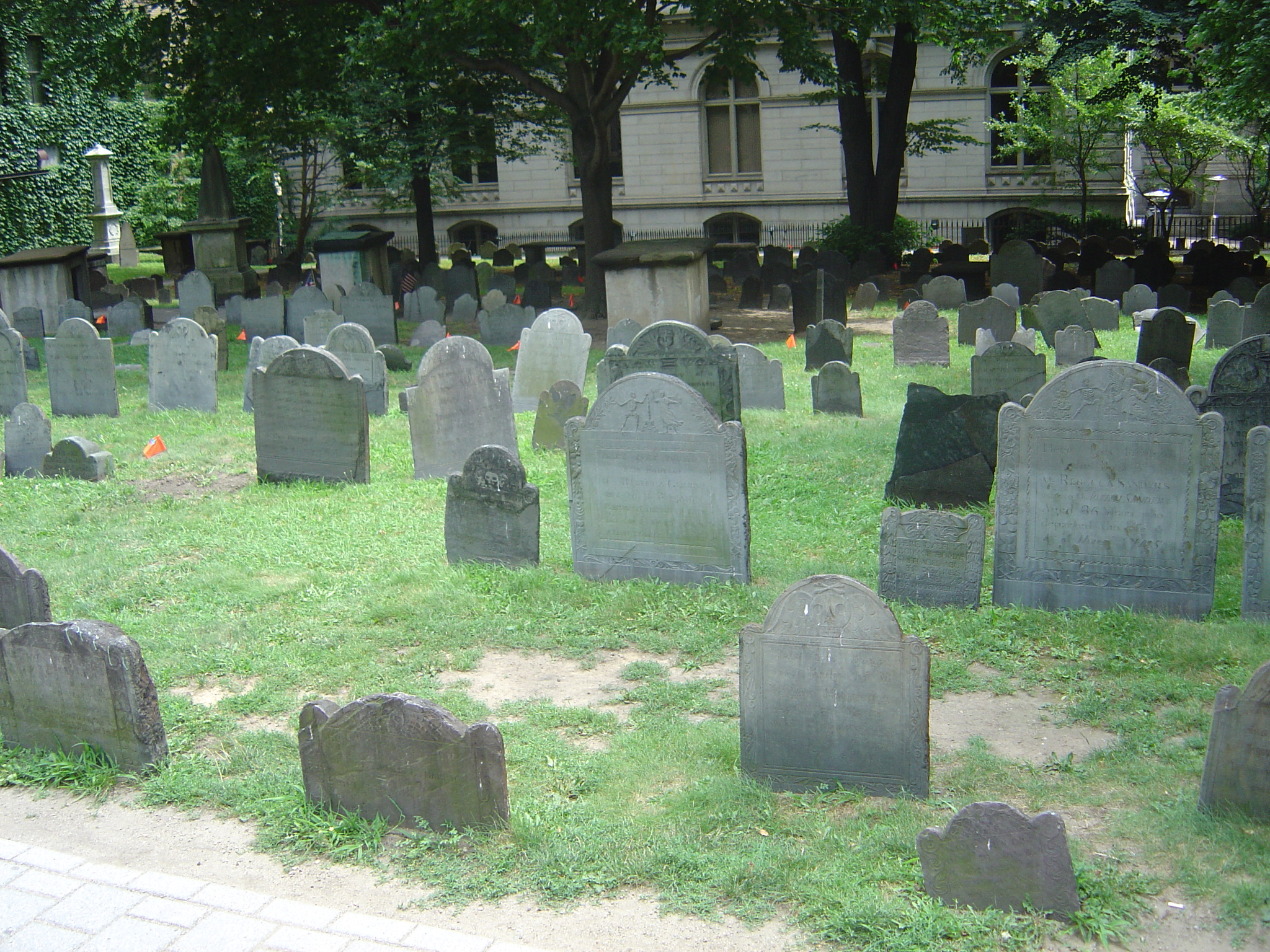
国王礼拜堂墓地
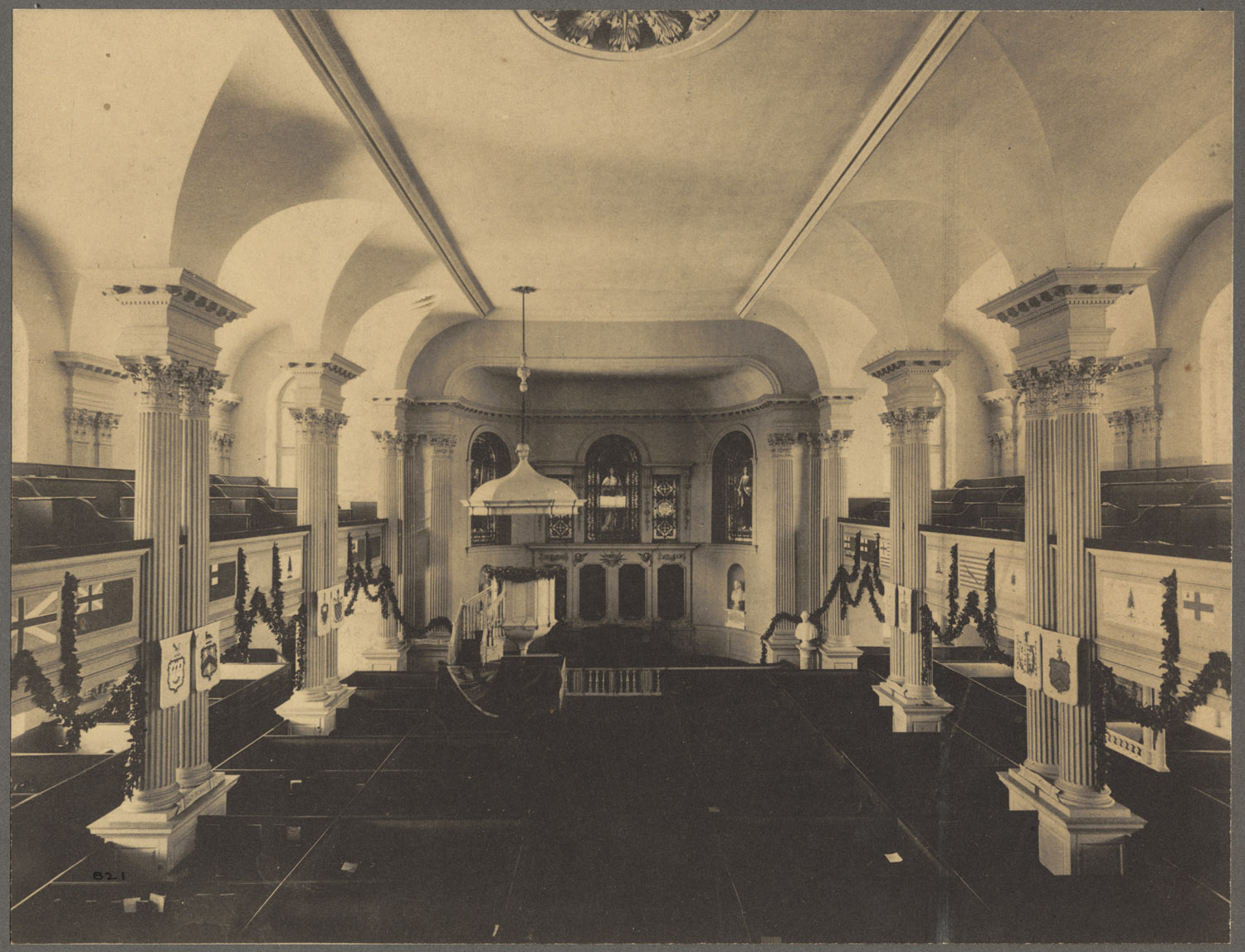
19世纪末的国王礼拜堂内部
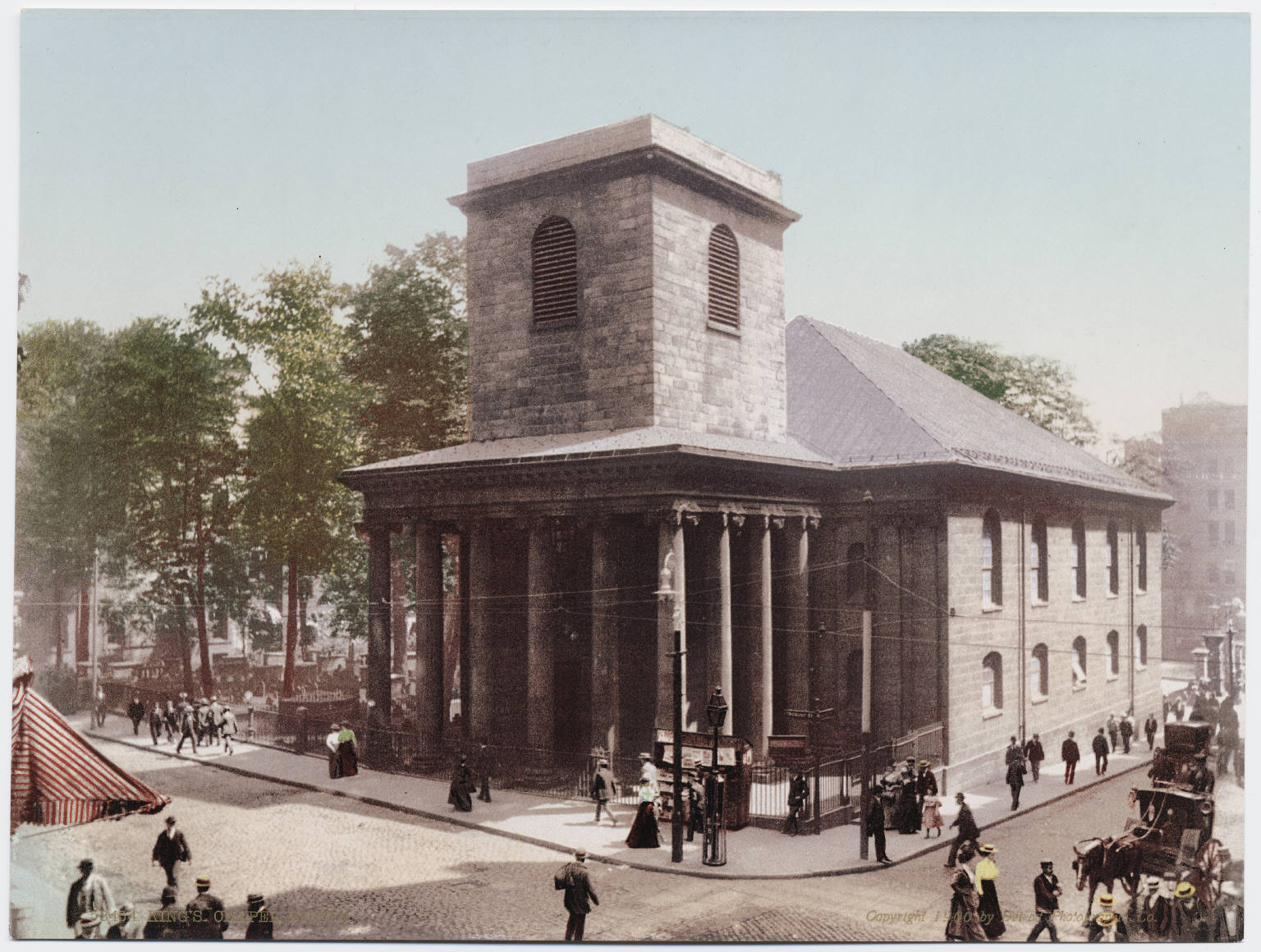
19世纪末的国王礼拜堂

| 前任： 谷仓墓地 | 在波士顿自由之路中的位置 国王礼拜堂 | 繼任： 波士顿拉丁学校 |

## 延伸阅读
- A History of King's Chapel, in Boston: The First Episcopal Church in New England（页面存档备份，存于） By Francis William Pitt Greenwood (1833) at Google Books
- Annals of King's Chapel from the Puritan age of New England to the present day. Boston: Little, Brown, 1882, 1896. vol.1（页面存档备份，存于）; vol.2（页面存档备份，存于）.